# Бакун Андрій Васильович
Андрі́й Васи́льович Баку́н військовослужбовець, майор (посмертно), льотчик 2-го класу старший льотчик вертолітної ланки. Учасник російсько-української війни.

## Біографія
Народився 1997 році в місті Львів. Мріяв стати льотчиком. У 2014 році вступив до Харківського національного університету Повітряних сил України імені Івана Кожедуба.
У 2020 році закінчив навчання й служив у 12-й окремій бригаді армійської авіації імені генерала Хорунжого Віктора Павленка.
Учасник АТО/ООС.
Загинув 12 березня 2024 році від важкого поранення.

## Нагороди
- Орден «За мужність» III ступеня.
- Орден Богдана Хмельницького III ступеня[1]
- Нагрудний знак Ветеран війни.